# Ialaneț, Tomașpil
Ialaneț (în ucraineană Яланець) este o comună în raionul Tomașpil, regiunea Vinnița, Ucraina, formată numai din satul de reședință.

## Demografie
Componența lingvistică a satului Ialaneț
     Ucraineană (98,87%)
     Alte limbi (1,12%)
Conform recensământului din 2001, majoritatea populației satului Ialaneț era vorbitoare de ucraineană (98,87%), existând în minoritate și vorbitori de alte limbi.